# 대한민국의 목회자 목록
대한민국의 목회자 목록이란 한국에서 잘 알려진 목회자들 목록이다. 목록은 아래와 같다. 출생연도에 따라서 기록되었다. 목회자들 가운데서는 신학교수를 역임한 학자들도 있다. 초기 한국교회의 인물들은 평양신학교 출신으로부터 시작된다. 졸업후에 그들은 대부분이 목회자로 목회를 하였고 소수의 사람들은 신학자로 사역을 하였다. 신학자들의 명단은 대한민국의 신학자 목록에 기록되었다. 인물과 분류 방법은 안명준 박사가 편집한 <한국교회를 빛낸 칼빈주의자들>(킹덤북스), <한국의 신학자들 1>(아벨서원), <한국의 신학자들 2>(아벨서원), <그리워지는 목회자들>(아벨서원)을 기초하여 서술되었다. 

## 대한 예수교장로회 총회 역대 초기 총회장들
제1회 총회장 원두우, 제2회 총회장 왕길지, 제3회 총회장 배유지, 제4회 총회장 김필수, 제5회 총회장 양전백, 제6회 총회장 한석진, 제7회 총회장 길선주(평북 선천 북교회), 제8회 총회장 마포삼열, 제9회 총회장 김익두, 제10회 총회장 이기풍

## 사진들

관련서적 사진들
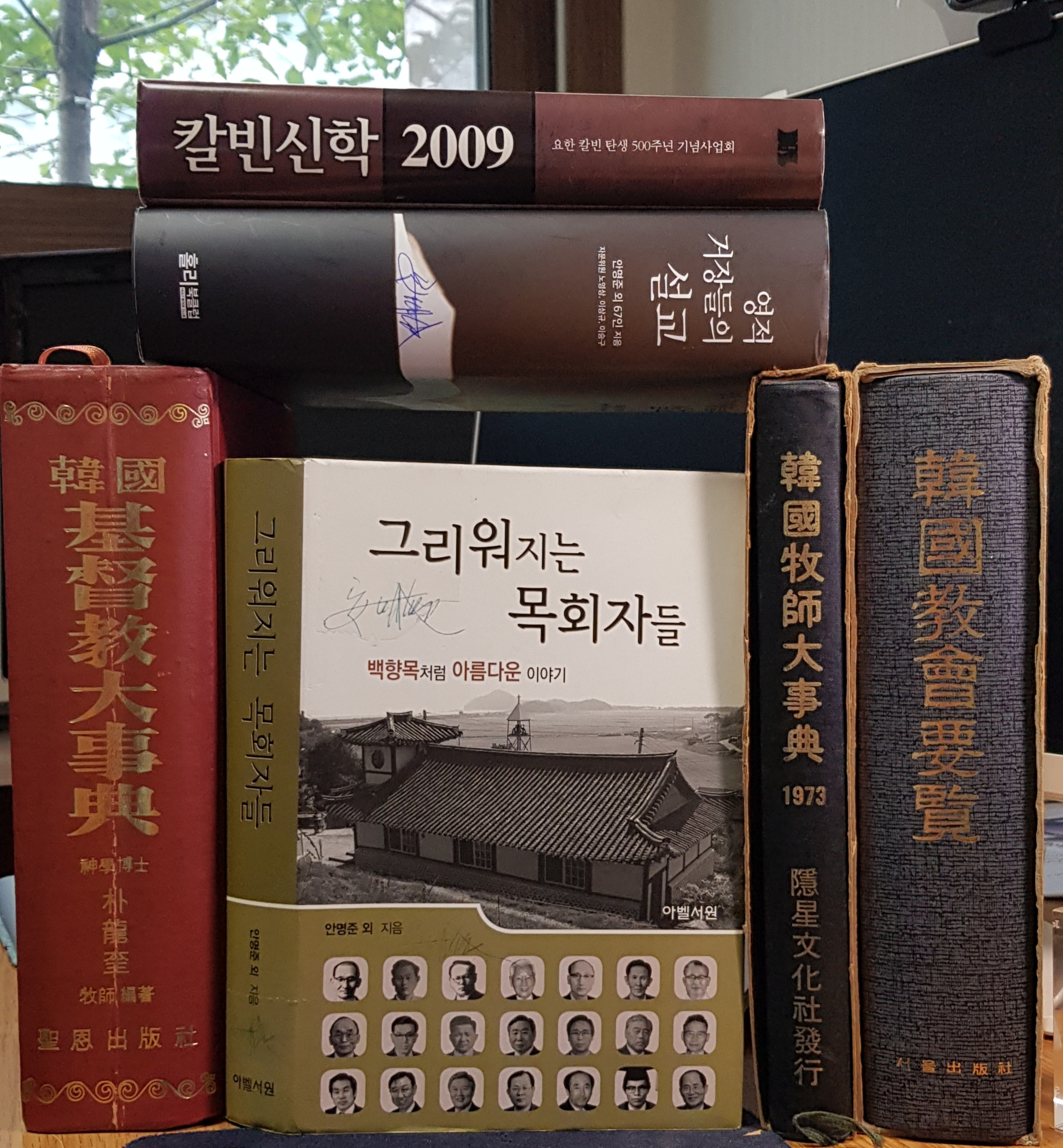
한국의 목회자들 관련 책들
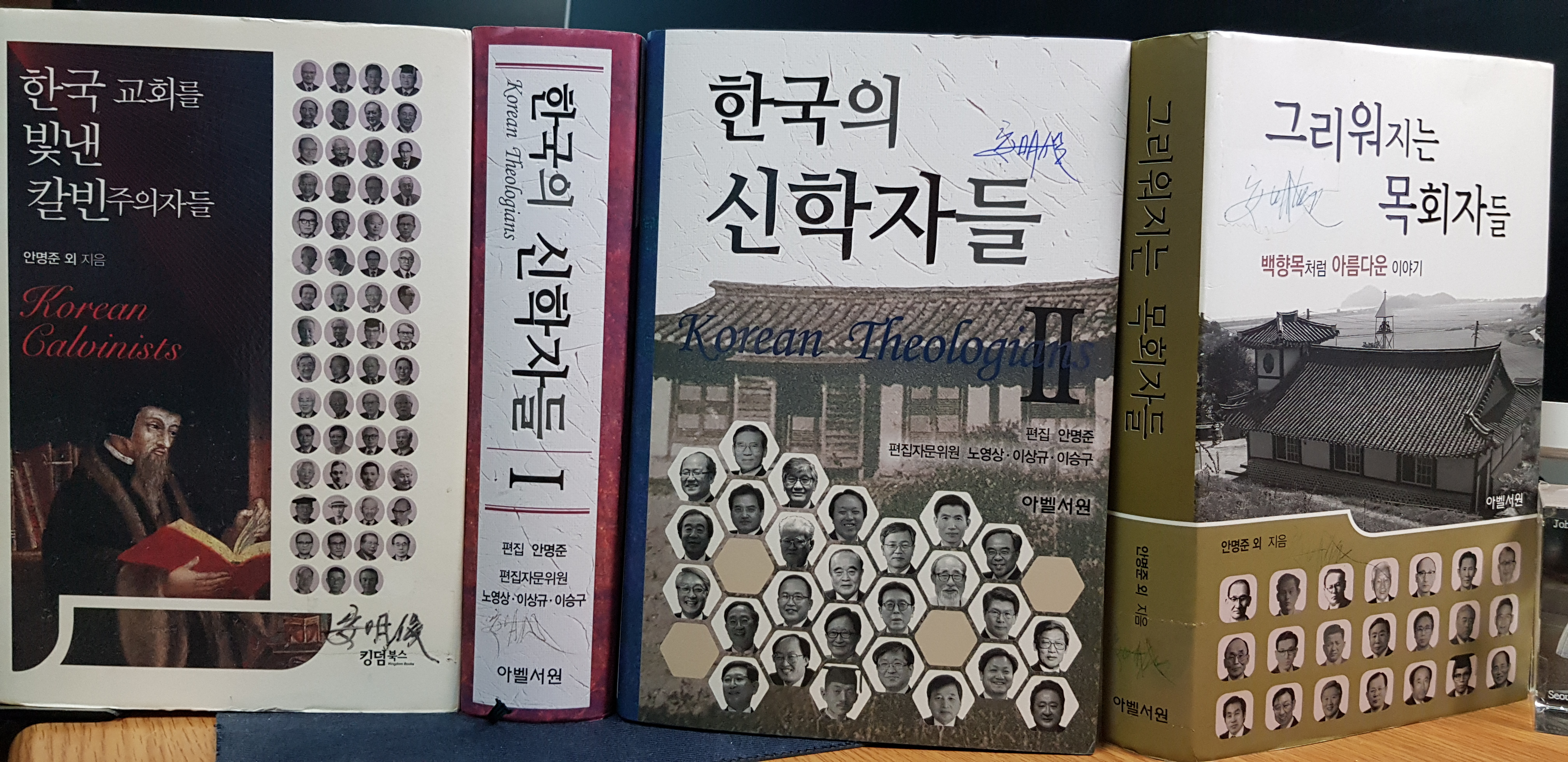
한국의 신학자들 1. 2

## 대한민국의 목회자들
| - 방기창 ((邦基昌, 1851년 - 1911년) - 서경조(徐景祚, 1852년 12월 14일 ~ 1938년 7월 27일) - 이기풍(李基豊, 1865년 12월 23일 ~ 1942년 6월 20일) - 송인서 (宋麟瑞, 1867년 - 1927년) - 한석진(韓錫晋, 1868년 - 1939년 ) - 양전백(梁甸伯, 1869년 3월 10일 ~ 1933년 1월 17일) - 길선주(吉善宙, 1869년 3월 25일 ~ 1935년 11월 26일) - 채필근(蔡弼近, 1885년 ~ 1973년 - 방효원(方孝元,1886년 -1953년) - 김응조 (목회자) (1896년 ~ 1991년 ) - 전필순(全弼淳, 1897년 ~ 1977년 - 주기철(朱基徹, 1897년 11월 25일 ~ 1944년 4월 21일) - 이기혁 (李基赫, 1898년 12월 28일 - 1984년) - 이성봉(李聖鳳, 1900년 7월 4일-1965년 8월 2일) - 박현명 (朴炫明,1900년 ~ 납북 ?) - 한상동 (韓尙東, 1901년 7월 30일 - 1976년 1월 6일) - 손양원(孫良源, 1902년 6월 3일- 1950년 9월 29일) - 한경직 韓景職,1903년 1월 27일~2000년 4월 19일) - 강태국(姜泰國, TaeKuk Kang, 1904년 6월 10일 - 1998년 7월 25일) - 박재봉(朴在奉, 1904년 6월 14일 - 미상) - 유재헌(劉載獻, 1905년 3월 21일-1950년) - 명신홍 (1904 - 1975) - 강신명(姜信明, 1909년 6월 13일 ~ 1985년 6월 22일) - 방지일(方之日, 1911년 5월 21일 ~ 2014년 10월 10일) - 이갑득(李甲得, 1914년 2월 15일 –1984년 12월 8일) - 김홍전(金弘全, 1914년 11월 15일 - 2003년 7월 6일) - 박영창 (朴永昌, 1915년 5월 28일- 2015년 7월 28일) - 전칠홍(田七洪, 1915년 12월 16일-1972년 4월 25일) - 강원용(姜元龍, 1917년 7월 3일 ~ 2006년 8월 17일) - 문익환(文益煥,1918년 6월 1일~1994년 1월 18일) - 안성수 (1919년 4월 3일-1987년 1월 4일) - 노윤석(魯允錫, 1924년 3월 28일 ~ 2014년 11월 7일) - 배제민(裵濟民 / Pae,Che-Min) - 문동환 - 한석지(1922년 1월 17일 ~ 2016년 12월 27일) - 김두봉(金斗鳳, 1924년-2006년 3월 4일) - 장상선 (1929년 - 2007년 6월 9일) - 오희동(吳熙東, 1934년 6월 20일 - ) - 김장환 (목회자)(金章煥, Billy Kim, 1934년 7월 25일 - ) - 오상진 (목사)(吳相珍, 1934년 9월 20일 ~ 2023년 8월 3일) - 이봉재 (목사) (李鳳載, Lee BongJae, 1935년 1월 29일 - 2014년 11월 1일) - 옥한흠 (玉漢欽, 1938년 12월 5일(양력) ~ 2010년 9월 2일) - 김상복 (1939년) - 홍정길 (洪正吉, 1942년-) - 이현주 ((李賢周, 1944년 ~ ) - 이동원 (1945년 - ) - 하용조 (河用祚, 1946년 (음력) 9월 20일 ~ 2011년 8월 2일) - 박영선 (1948년 11월 1일~ ) - 김석준 (목사) (1930년 -198년) - 강신경 (1929년) - 강원용 - 이성주 - 이성호 - 한병기 (목사) | - 이약신 - 이노균 - 이인재 - 이학인 - 강희남 - 고진하 - 공덕귀 - 곽규석 - 곽선희 - 김상복 - 구연직 - 박종화(朴宗和, Jong-Wha Park, 1945년 10월 30일) - 구자억 - 구자옥 - 권영해 (1888년) - 권태희 - 길자연 - 김관식 (목회자) - 김광신 - 김길창 - 김두봉 (목사) - 김병조 (1877년) - 김삼환 - 김상근 - 김선도 - 김성환 - 김안일 - 김영섭 (목회자) - 김우현 (목회자) - 김응순 - 김응조 (목회자) - 김응태 - 김인영 (목회자) - 김종대 (목회자) - 김종찬 (가수) - 김준곤 - 김진 (목회자) - 김진규 (목사) - 김진홍 (목회자) - 김형숙 (목회자) - 김홍도 (목회자) - 남천우 - 명화용 - 모상근 - 문오장 - 문윤국 - 박병득 - 박성도 (1957년) - 박순석 - 박연서 - 박용묵 - 박영선 (목사) - 박영출 - 박형규 - 박희도 (1889년) - 배민수 - 백기완 - 변홍규 - 석원태 | - 소강석 - 송용조 - 신후식 (목회자) - 신흥우 - 심명섭 - 오석주 - 오정현 - 오택관 - 옥한흠 - 원용한 - 유재기 (목회자) - 유재헌(1905∼1951) - 유형기 - 윤반웅 - 윤인구 (1903년) - 윤하영 (목회자) - 이광호 (1954년 - ) - 이국진 (목사) - 이남규 (1901년) - 이동욱 (목회자) - 이명직 (목사) - 이승장 - 이영무 - 이영수 (목사) - 이영식 (1894년) - 이영훈 (목회자) - 이용원 (1948년) - 이윤영 (1890년) - 이재철 (1949년) - 이정현 (1959년) - 이지웅 - 지형은(池螢銀, 1959년 - ) - 이찬수(1961년 ~ ) - 인명진 - 임동진 | - 임학수 (목회자) - 장경재 - 장성만 - 장철우 - 전밀라 - 전성천 - 전영택 - 전필순 - 정남수 (목회자) - 정진경 - 조승제 (목회자) - 조용기 - 조하문 - 조향록 - 조화순 - 주룰루 - 주요한 - 지원용 - 진용식 (1956년) - 채필근 - 천관웅 - 천기원 - 최승재 - 최일도 - 추부길 - 탁명환 - 하승무(河承武, 1964년 2월 5일 ~) - 하용조 - 하정완 - 이국진 (목사) (1965년 -) - 한명동 - 한상렬 (1950년) - 한석지 - 한웅재 - 함태영 - 현용수 - 황종률 (구세군) - 최훈 - 김창인 - 이병규 - 송태근(1956년 4월 28일 ~ ) - 김만형(金滿衡, Kim, Man Hyung, 1959년 5월 13일 - ) - 유종필(1962년 6월 9일 - ) - 배창돈 - 유상섭 |

## 같이 보기
- 대한민국의 신학자 목록
- 개혁신학자
- 대한민국의 장로 목록